# Spigno Saturnia
Spigno Saturnia település Olaszországban, Lazio régióban, Latina megyében. Lakosainak száma 2852 fő (2023. január 1.). Spigno Saturnia Ausonia, Coreno Ausonio, Esperia, Formia és Minturno községekkel határos.

## Népesség
A település lakossága az elmúlt években az alábbi módon változott:
| Lakosok száma | 2945 | 2937 | 2852 |
|               | 2017 | 2018 | 2023 |